# Gregorio de Ferrari

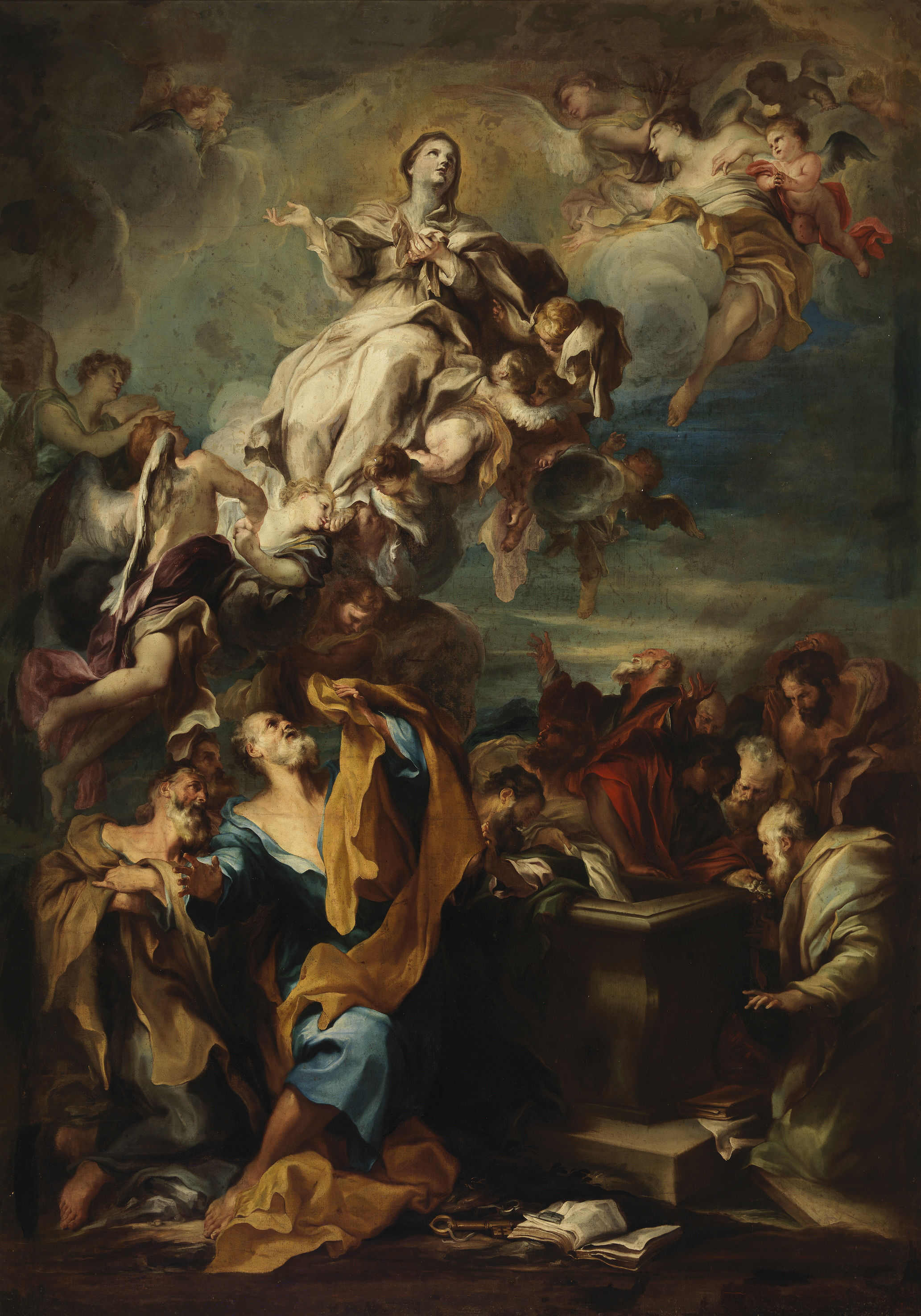
Asunción de la Virgen, óleo sobre lienzo, 279 x 196 cm, Madrid, Museo del Prado. Procedente del Museo de la Trinidad.

Gregorio de Ferrari (Porto Maurizio, actual Imperia, 1647 - Génova, 1726), fue un pintor barroco italiano de la escuela genovesa. Se le considera el iniciador del rococó en Italia.

## Biografía
De Ferrari nació en Porto Maurizio. Marchó a Génova a estudiar leyes pero en lugar de eso se convirtió en pintor. Fue aprendiz con Domenico Fiasella desde 1664–69; en este periodo pudo haber pintado en el estilo de Giovanni Andrea de Ferrari y Giovanni Battista Casone. Ayudó a Fiasella con el retablo Santa Clara rechazando a los sarracenos (1667) para la iglesia parroquial en Montoggio. Viajó a Parma (1669-1673), donde trabajó en frescos de quadratura. Finalmente se unió a su suegro, Domenico Piola, en el prolífico estudio conocido como Casa Piola. Ambos trabajaron en la decoración de la basílica de la Santissima Annunziata del Vastato. Trabajaron en estilos que mezclaban los de Cortona, Correggio y Giovanni Benedetto Castiglione. Su Muerte de Santa Escolástica en San Stefano de Génova está considerada su obra maestra. Uno de sus alumnos fue Francesco Costa. Entre los hijos que tuvieron Gregorio y su esposa, Margherita Piola, estuvo el pintor Lorenzo de Ferrari.